# Круз, Джули
Джу́ли Энн Круз (англ. Julee Ann Cruise; 1 декабря 1956, Крестон, Айова — 9 июня 2022, Питсфилд, Массачусетс) — американская певица и актриса из Крестона, штат Айова.

## Биография
Родилась 1 декабря 1956 года в штате Айова.
Круз записала четыре альбома, однако, вероятно, наиболее известна своим вокалом в композиции «Falling», основной музыкальной теме культового американского телесериала «Твин Пикс». До последнего времени сотрудничала с композитором Анджело Бадаламенти и режиссёром Дэвидом Линчем, который был продюсером и автором текстов большинства её песен.
9 июня 2022 года на 66-м году жизни покончила с собой в результате депрессии и заболевания волчанкой.

## Дискография

### Альбомы
- Floating into the Night (1989)
- The Voice of Love (1993)
- The Art of Being a Girl (2002)
- My Secret Life[англ.] (2011), совместно с Super DJ Dmitry

### Синглы
- «Falling» (1990)
- «Rockin' Back Inside My Heart» (1991)
- «Summer Kisses, Winter Tears» (1991)
- «Movin' In On You» (1993)
- «If I Survive» (1999)